# Сотара (вулкан)
Сотара (ісп. Volcán Sotará) або Серро-Асафатудо (Cerro Azafatudo) — стратовулкан, розташований в колумбійському департаменті Каука, за 25 км на південний схід від міста Попаян і на південний захід від вулкану Пурасе. Вулкан має три кальдери, діаметрами 4,5, 2,5 і 1 км, що надають горі неправильної форми. За історичні часи вивержень зареєстровано не було, проте вулкан зберігає фумарольну та гідротермальну активність.